# Тор-Аджена
Тор-Аджена е поредица от американски орбитални ракети-носители. Ракетите използват първата степен на ракета Тор и втората степен на Аджена. По този начин ракета Тор-Аджена е братовчед на по-известната Тор-Делта, от които започва ракетното семейство на Делта. Първият опит за изстрелване на ракетата е през януари 1959 г. а първият успешен полет е направен на 28 февруари същата година с извеждането на Дискавърър 1.

## Употреба
Ракетата е използвана за извеждането на секретните военни спътници Корона в периода 1959 - 1968 г. Спътниците се управляват от ЦРУ. През 1962 г. ракетата е използвана за 24 изстрелвания, които са били част от програми за наблюдение с помощта на спътници.
Първият канадски спътник Алует 1 е изведен с ракета Тор-Аджена-Б.

## Варианти
Тор-Аджена-А
- 16 изстрелвания между 21 януари 1959 и 13 септември 1960 г.

Тор-Аджена-Б
- Първи успешен полет на 12 ноември 1960 с Дискавърър 17
- Последен полет на 15 май 1966 с Нимбус 2

Тор-Аджена-Д
- Първи полет: 28 юни 1962 г.
- Последен полет: 17 януари 1968 г.

## Изстрелвания
|                    | Тор-Аджена-А      | Тор-Аджена-Б     | Тор-Аджена-Д |
| ------------------ | ----------------- | ---------------- | ------------ |
| Степени            | 2                 | 2/2+++           | 2/2+++       |
| Полети             | 15                | 45               | 125          |
| Успешни            | 9                 | 37               | 116          |
| Неуспешни          | 5                 | 7                | 9            |
| Частично неуспешни | 1                 | 1                |              |
| Надеждност         | 60%               | 82,22%           | 92,8%        |
| Първи полет        | 28 февруари 1959  | 26 октомври 1960 | 28 юни 1962  |
| Последен полет     | 13 септември 1960 | 15 май 1966      | 25 май 1972  |
| Статут             | Неактивна         | Неактивна        | Неактивна    |